# Стоянка Ёсиногари
Стоянка Ёсиногари (яп. 吉野ヶ里遺跡, よしのがりいせき ёсиногари исэки) — археологический памятник крупного поселения периода Яёй на холме Ёсиногари, в посёлке Ёсиногари и городе Кандзаки префектуры Сага в Японии. Утверждён правительством страны как особая достопримечательность Японии.

## Краткие сведения
Период существования поселения Ёсиногари определён с III века до н. э. по III век н. э. и соответствует эпохе Яёй. Древнейшие артефакты датируются IV веком до н. э. Стоянка расположена неподалёку от моря Ариакэ на невысоком холме, окруженном с трёх сторон низинами, пригодными для рисоводства.
Стоянка Ёсиногари состоит из городища, могильника и укрепленных зон, которые окружены рвами и частоколом. Во время раскопок здесь были найдены бронзовые зеркала из Китая, японские бронзовые зеркала, бронзовые мечи и алебарды, монеты, бронзовые колокола, железные и деревянные орудия труда, остатки тканей и одежды, украшения магатама, керамические изделия, могильники с захоронениями умерших в кувшинах в скорченных позах, 3 курганообразных захоронения и т. д.
Общая площадь исследованной и изученной части стоянки равняется 40 га.
Хотя археологические памятники в районе Ёсиногари начали находить в 1970-х годах, раскопки стоянки начались лишь в 1986 году и были связаны с планами построить здесь завод. Из-за колоссального количества артефактов и их великолепной сохранности, а также важного значения для японской истории, в 1991 году стоянка была утверждена правительством страны как особая достопримечательность Японии, а в 1992 году превращена в «Национальный парк Ёсиногари». Немало сооружений стоянки были реконструированы для привлечения туристов.
Открытие Ёсиногари было сенсацией и вызвало исторический бум в конце 1980-х — начале 1990-х гг. Высказывались предположения, что эта стоянка могла быть столицей прото-государства Яматай, о которой упоминали китайские хроники III—IV века. В свою очередь, Яматай связывалась с первым японским государством Ямато. Ряд японских ученых поддерживают эту гипотезу, в то время как западные исследователи её отвергают.